# Янко із Чарнкова
Янко із Чарнкова (також Ян із Чарнкова; пол. Janko z Czarnkowa, лат. Ioannis de Czarnkow; нар. приблизно 1320, Чарнкув — пом. 1387, Ґнездо) — державний діяч, історик, літописець, підканцлер коронний Королівства Польського (1366–1371), архідиякон Гнезненський (1368-1387).

## Життєпис
Янко народився приблизно 1320 року в місті Чарнкув Королівства Польського. Родина походить від шляхетського польського роду Чарнковських, що належить до гербу Наленч ІІІ. Відомо, що Янко був сином Богуміла, чарнковського старости або війта, коменданта прикордонної варти Бранденбурзького маркграфства (прикордонної марки Священної Римської імперії). 
У літописах фіксується, що Янко із Чарнкова вивчав право (лат. iuris peritus) і вільно володів усіма законами (лат. omni iure peritus). 1348 року він стає канцлером майбутнього єпископа Анджея з Віслиці. Разом з ним поїхав до Шверіна (тоді столиця графства Шверін), де Анджей отримав статус єпископа. 1355 року Янко виконував дипломатичне доручення папи римського Інокентія VI в Авіньйоні. Після повернення вступив у сан римо-католицького священика в Тарнові. Згодом був призначений каноніком у Бютцові (Мекленбург), поступово займає церковні посади в Ґнезно, Влоцлавеку, Познані й Кракові. 
1360 року приєднується до королівської канцелярії. 1366—1371 рр. обіймав посаду віцеканцлера. 1368 року стає архідияконом у Ґнезно.
1370 року після смерті короля Казимира III, Янко підтримав претендента на трон Казимира IV Померанського проти Людовика I, короля Угорщини. Проте партія Казимира Померанського зазнала поразки. 1370 року Янко був звинувачений у крадіжці, а 10 червня 1372 засуджений до баніції. Він зміг повернути до Польщі лише 1375 року. Після повернення він відійшов від політичних справ і зосередився над складанням історичної хроніки, яку завершив 1386 року. 
Помер Янко із Чарнкова 5 квітня 1387 року в Ґнезно.

## Ушанування пам′яті
- 2010 року встановлено пам′ятник у вигляді лавки на честь польського літописця в Чарнкові[11].
- На честь Янко із Чернкова названо вулиці (пол. Ulica Janka z Czarnkowa) у містах Чарнкув, Бидгощ, Велень.

## Творчий спадок
Янко із Чарнкова створив літопис (хроніку) про події 1370—1384 років, період правління Людовика I, що відображають побут і звичаї польської шляхти. Хроніка була написана, ймовірно, у 1376–1384 рр. наприкінці життя Янка з Чарнкова. Твір починається з опису смерті та похорону Казимира Великого (перші 3 розділи іншого авторства і були помилково додані), а кінець літопису - це опис місцевих подій у Великій Польщі в 1384 р. При написанні хроніки автор не використовував письмових джерел. Він описував події, свідком яких був він сам або про які знав із оповідей сучасників. Оригінальна назва літопису невідома. Назва Chronicon Polonorum походить із видання ХІХ століття. Оригінальний початок і ймовірний кінець твору також невідомі. 
Хроніка була написана латиною, а польською мовою її переклав Юзеф Жербілло в 1905 році. Оригінал латиною можна знайти в Monumenta Poloniae Historica, т. 2.